# Teatri di Roma
La città di Roma, dalle origini a oggi, è sempre stata scenario di numerosi interventi urbanistici ed architettonici. Negli anni sono stati costruiti e frequentati centinaia di teatri, alcuni ancora operanti altri no, alcuni distrutti ed altri che hanno subito un cambio di destinazione d'uso, regalando alla capitale una vasta offerta teatrale.

## Roma antica

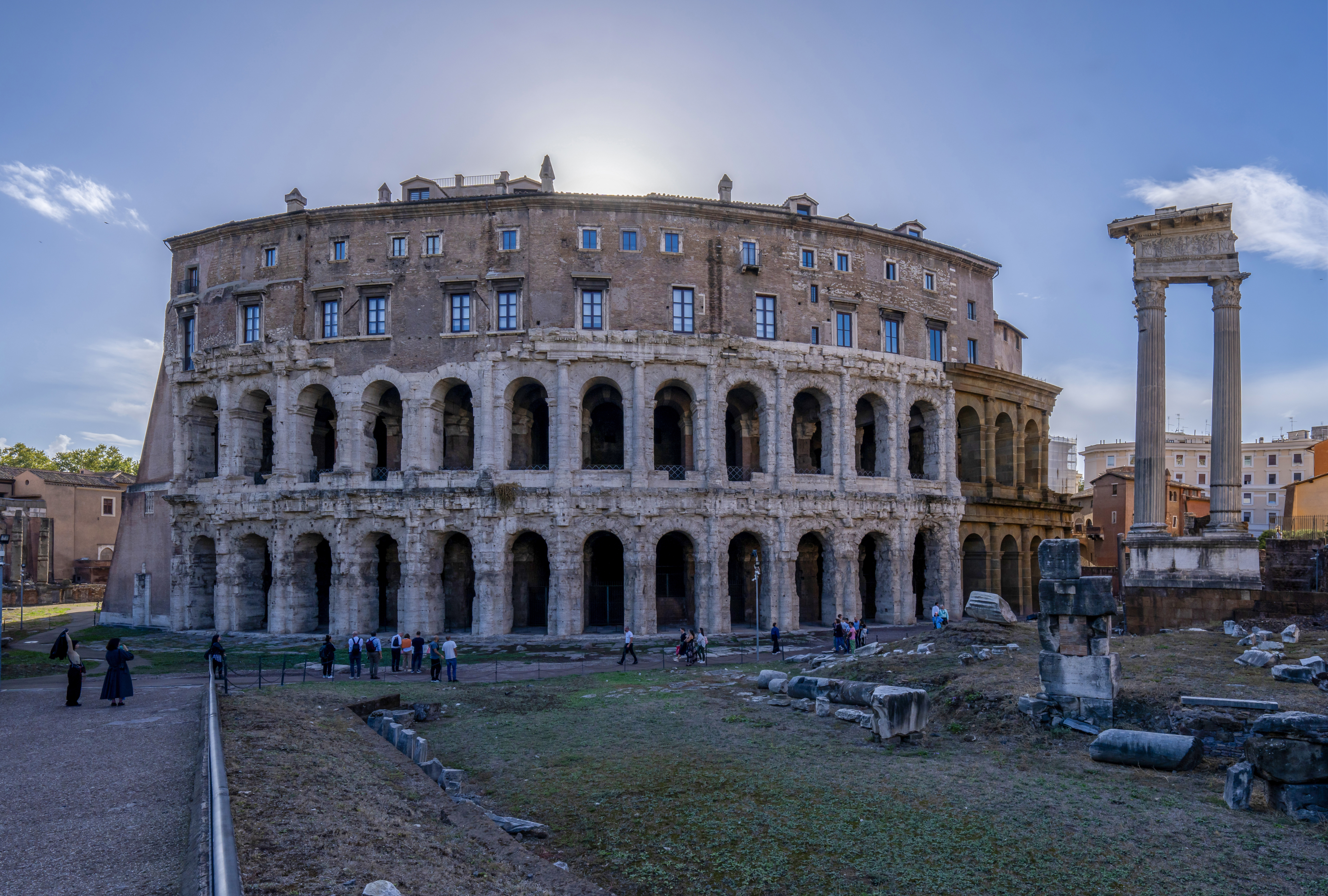
Il teatro di Marcello

In Roma antica la costruzione dei teatri poteva avvenire solo per motivi legati alla religione e al culto degli dei. Allo stesso modo anche i ludi teatrali, anfiteatrali (nella fattispecie le lotte tra i gladiatori, le naumachie, gli spettacoli con fiere e belve) e circensi (detti anche ludi plebei: corse di cavalli, parate e processioni) coincidevano con le festività religiose. Per lungo tempo non si eressero teatri stabili per il timore che ciò portasse a comportamenti devianti rispetto alla morale cittadina. Grazie ai resoconti di alcuni storici come Livio, Tacito e Plinio si hanno notizie, seppur frammentarie, di alcuni stabili costruiti in legno in Campo Marzio o nei pressi del tempio di Apollo (Teatro ad Apollonis) o ancora nei pressi del Palatino (Teatro di Longino e Messala). Di alcuni anfiteatri lignei non si conosce invece bene l'ubicazione.

### Teatri

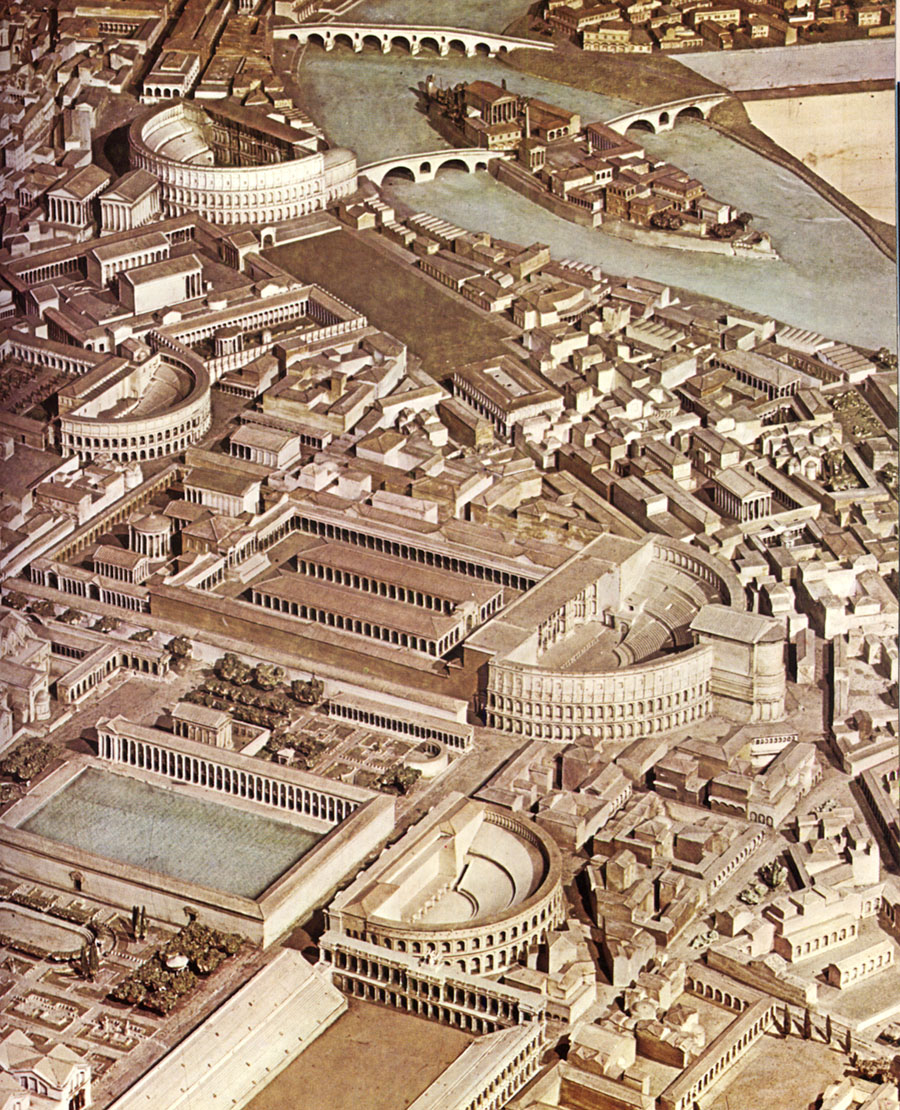
Panoramica della ricostruzione dell'antico Campo Marzio con i suoi teatri: dal basso verso l'alto si vedono l'Odeon di Domiziano, il Teatro di Pompeo, il Teatro di Balbo e il Teatro di Marcello

- Teatro di Pompeo, costruito tra il 61 ed il 55 a.C. ed oggi scomparso. Si trovava nella zona attualmente occupata dal Monte della Farina, tra Campo de' Fiori e la basilica di Sant'Andrea della Valle;
- Teatro di Marcello, costruito a più riprese tra il 46 ed il 13 a.C. per volere di Gaio Giulio Cesare prima e di Augusto poi, smette di funzionare come teatro nel IV secolo;
- Teatro di Balbo, voluto da Lucio Cornelio Balbo, costruito nel 13 a.C. e di cui oggi rimangono pochi resti nel perimetro stradario formato da via delle Botteghe Oscure, via Caetani e via Delfini tra il rione Pigna ed il rione Sant'Angelo;
- Odeon di Domiziano, voluto dall'omonimo imperatore, costruito tra il 92 e il 96 d.C., era situato accanto allo Stadio di Domiziano, attuale Piazza Navona, e vi si tenevano spettacoli musicali.

### Altri edifici di intrattenimento
Oltre ai teatri propriamente detti, nella Roma antica era possibile assistere ad altre forme di spettacolo come le naumachie o le lotte tra gladiatori o, ancora, le corse tra i cavalli in differenti tipologie di edificio, assimilabili architettonicamente, per alcune caratteristiche comuni, ai teatri. Sebbene tali manifestazioni non rientrino propriamente nella storia del teatro, sono per certi versi invece importanti per definire la storia dello spettacolo nelle sue diverse forme, fornendo un quadro d'insieme sulla latinità dal punto di vista dell'urbanistica legata al ludo.

#### Anfiteatri
- Anfiteatro di Statilio Tauro, primo anfiteatro di Roma costruito in muratura e risalente al 29 a.C., oggi distrutto;
- Anfiteatro Flavio, più famoso col nome di Colosseo, oggi saltuariamente utilizzato per rappresentazioni teatrali;
- Anfiteatro Castrense, costruito nel III secolo d.C., i cui resti sono in parte incorporati nelle mura aureliane.

### Nei pressi di Roma

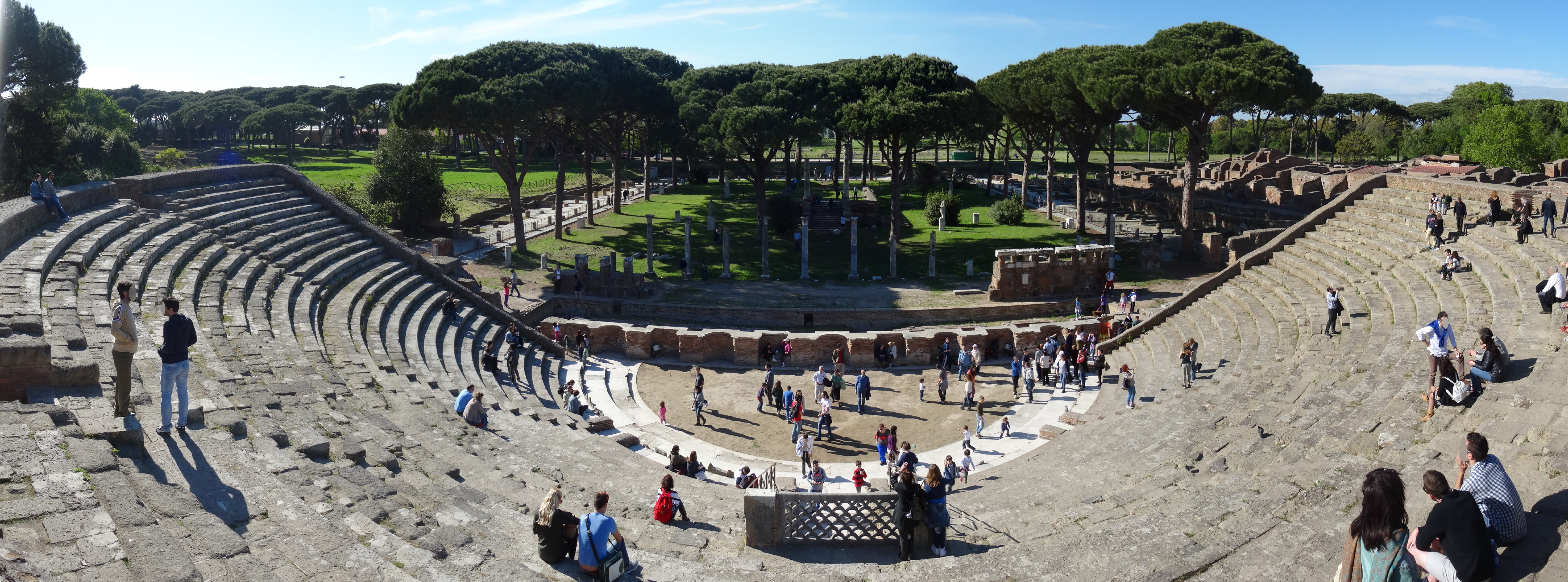
Panorama del teatro romano di Ostia Antica

- Teatro romano di Ostia, costruito da Agrippa nel 27 d.C., tuttora funzionante nelle sole stagioni estive, è l'unico teatro antico a possedere un cartellone completo;
- Anfiteatro Severiano di Albano, risalente al III secolo d.C., di cui si possono vedere i resti ma non che non è più sede di spettacoli teatrali;
- Teatro romano di Tuscolo o teatro di Cicerone, nei pressi dell'antica città di Tuscolo, in passato utilizzato per spettacoli di fiere, gladiatori e ginnasti, oggi saltuariamente utilizzato per spettacoli di prosa;
- Teatro del santuario di Ercole Vincitore nei pressi di Tivoli, utilizzato a partire dal 2001 come sede di sporadiche rappresentazioni teatrali;
- Teatro antico di Nemi, situato nei pressi del lago omonimo nella selva Aricina, di cui rimangono alcune vestigia; probabilmente in passato vi si svolgevano duelli e lotte.

## Durante il Medioevo
Il teatro medievale non lascia tracce, a livello architettonico, nella capitale. L'evoluzione della storia del teatro e dello spettacolo in genere nel Medioevo non ha permesso, infatti, la costruzione di stabili successivamente giunti a noi.

## In epoca moderna
È consuetudine concordare sul fatto che la nascita del teatro moderno avvenne, nell'Urbe, nel 1513, anno in cui fu eretto, sulla piazza del Campidoglio, un teatro ligneo ad opera di Pietro Rosselli. Non esistono, tuttavia, resti di strutture su cui ricostruire una storia del teatro cinquecentesco a Roma. Sappiamo però che, nonostante la stragrande maggioranza dei teatri fosse privata, ci fu qualche tentativo di teatro pubblico.

### Nel Cinquecento

#### Edifici scomparsi
- Teatro sul Campidoglio, costruito per celebrare il conferimento della cittadinanza romana a Giuliano de' Medici. Aveva forma rettangolare con sette ordini di gradinate su tre lati, per una capienza di 3000 persone. Era riccamente decorato e curato nei dettagli;
- Teatro Anguillara, costruito forse nel 1561 dal poeta Giovanni Andrea Anguillara in una sala del suo palazzo signorile in piazza Santi Apostoli nel rione Trevi;
- Teatro in via Giulia, nel rione Regola, attivo dal 1560 circa al 1575 e destinato alle rappresentazioni delle commedie. Probabilmente fu un teatro pubblico.

### Nel Seicento
Il XVII secolo vide la nascita del teatro all'italiana, ideato per le esigenze di un mutato gusto nel campo dello spettacolo. La diffusione del gusto barocco e la nascita del melodramma modificarono profondamente l'architettura teatrale, destinata a sottolineare fortemente la divisione delle classi nel secolo in cui l'apertura dei teatri avvenne anche definitivamente in favore del pubblico. I teatri di quest'epoca sono:
- Teatro Capranica, aperto nel 1679 come teatro privato della famiglia Capranica nel proprio palazzo presso Santa Maria in Aquiro, nel rione Colonna, più tardi divenuto sala cinematografica;
- Teatro Altemps o teatro di Palazzo Altemps, poi teatro Goldoni: dotato di una lunga sala rettangolare, fu inaugurato come teatro privato nei primissimi anni del Seicento, ricavato da un seminterrato del palazzo omonimo nel rione Ponte per volere del cardinale Girolamo Riario.

#### Edifici scomparsi

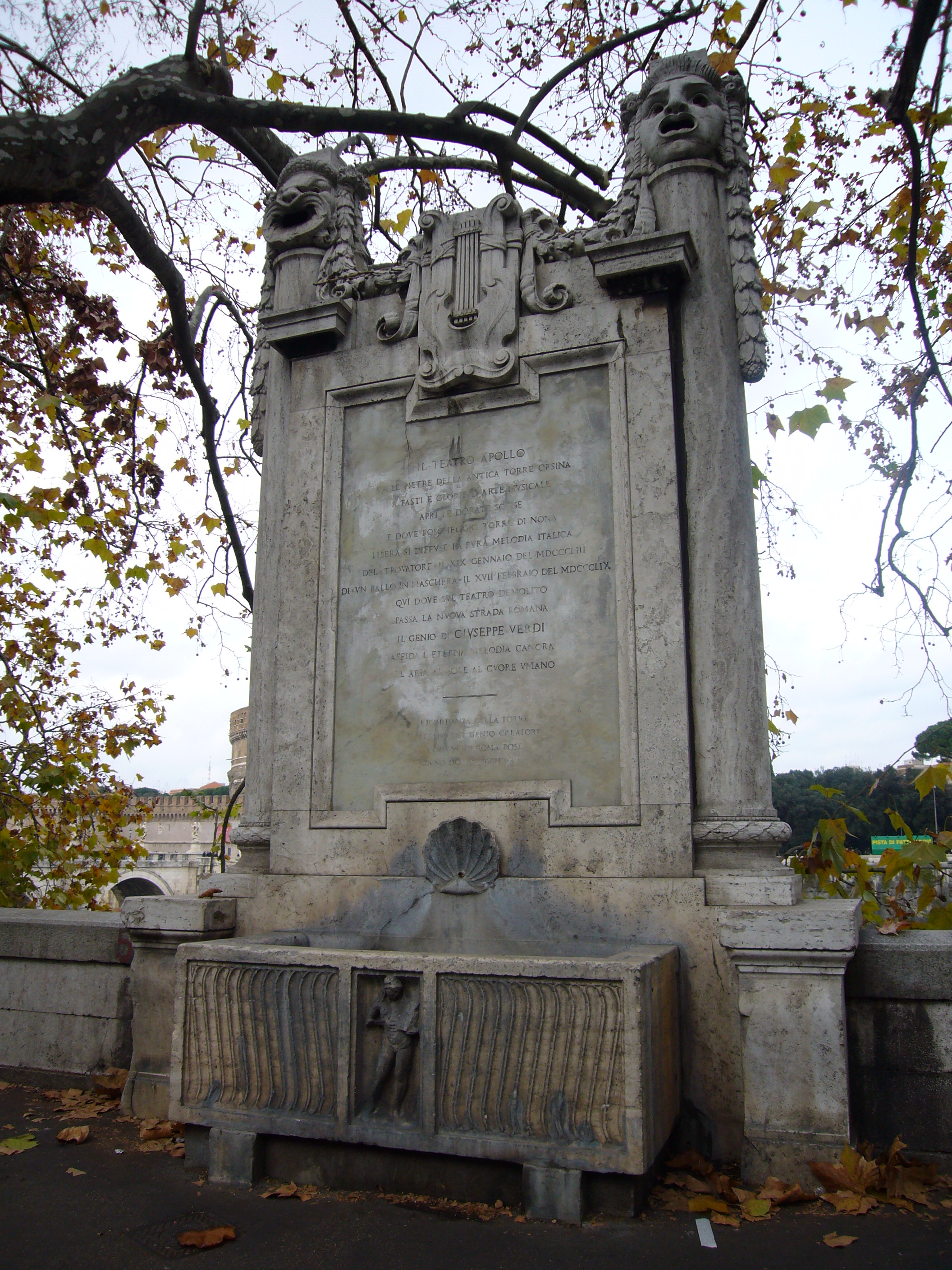
Memoria del Teatro Apollo a Tordinona

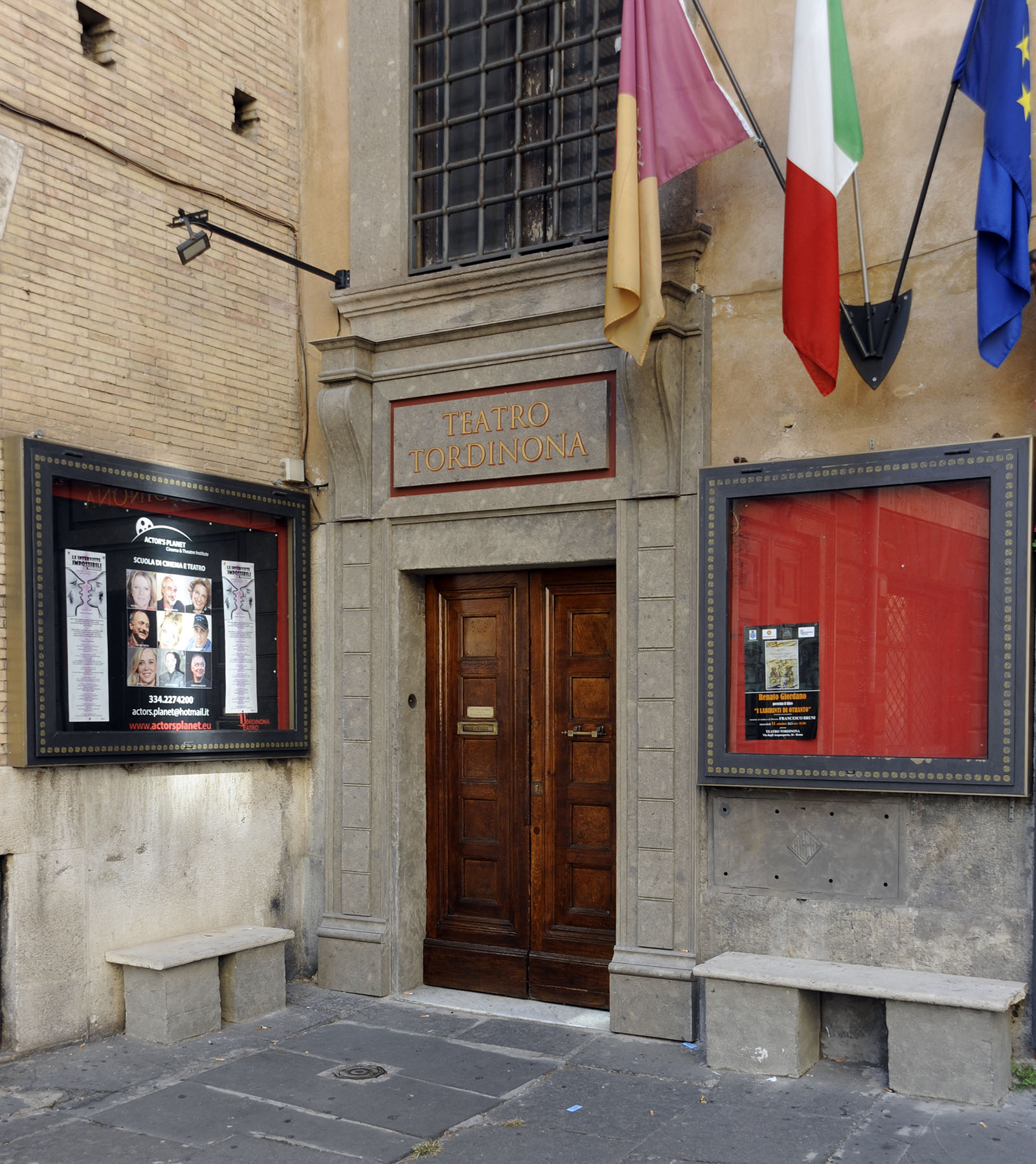
Il Teatro Tor di Nona oggi

- Teatro Tordinona inaugurato nel 1670, divenuto poi Teatro Apollo dal 1795. Voluto da Giacomo d'Alibert che ottenne i locali in affitto da un'arciconfraternita per merito dell'intercessione di Cristina di Svezia presso il papa Clemente IX, si trovava sulla sponda opposta al Castel Sant'Angelo. Primo teatro romano ad adottare la sala a ferro di cavallo, aveva uno dei lati corti che dava direttamente sulle acque del Tevere. Per molti anni il teatro ospitò drammi, commedie e vari generi teatrali, subendo nel tempo anche numerosi lavori di manutenzione e rinnovamento che modificarono sensibilmente l'assetto interno della sala. Alla fine dell'aprile del 1798 vi recitarono per la prima volta tre donne: Susanna Banchieri, Maria Concetta Matrilli e Anna Priori. Il teatro venne distrutto nel 1888 per permettere la costruzione degli argini del fiume. La sua ricostruzione, sostanzialmente differente dalla precedente, avvenne negli anni trenta del XX secolo;
- Teatro Barberini, allestito nel 1633 dall'omonima famiglia in un edificio attiguo al loro palazzo alle Quattro Fontane, dietro il Quirinale e curato nella facciata da Pietro da Cortona. Oggi scomparso;
- Teatro Bernini: si trovava in via del Corso in un palazzo di proprietà di Gian Lorenzo Bernini;
- Teatro di Cristina di Svezia. La monarca amante delle arti si fece costruire nel 1666 un teatro nel palazzo Riario alla Lungara, in Trastevere, dedito alle commedie licenziose e alle cantate: morta la sovrana nel 1686, i successivi proprietari del palazzo, i Corsini, distrussero il teatro con i lavori di ammodernamento;
- Teatro Pace, eretto in legno nel 1691 nel rione Parione. Dedito alla commedia e agli intermezzi, venne chiuso per inagibilità nel 1853. Al suo nome è dedicata una via vicina, via del teatro Pace;
- Numerosi altri teatri, principalmente privati e di dimensione modeste, operarono a Roma nel diciassettesimo secolo. Tra questi vi erano il teatro del Collegio Romano, il Colonna, il teatro del Collegio Clementino, l'Ameyden, il Rospigliosi ed il teatro Orsini.

### Nel Settecento

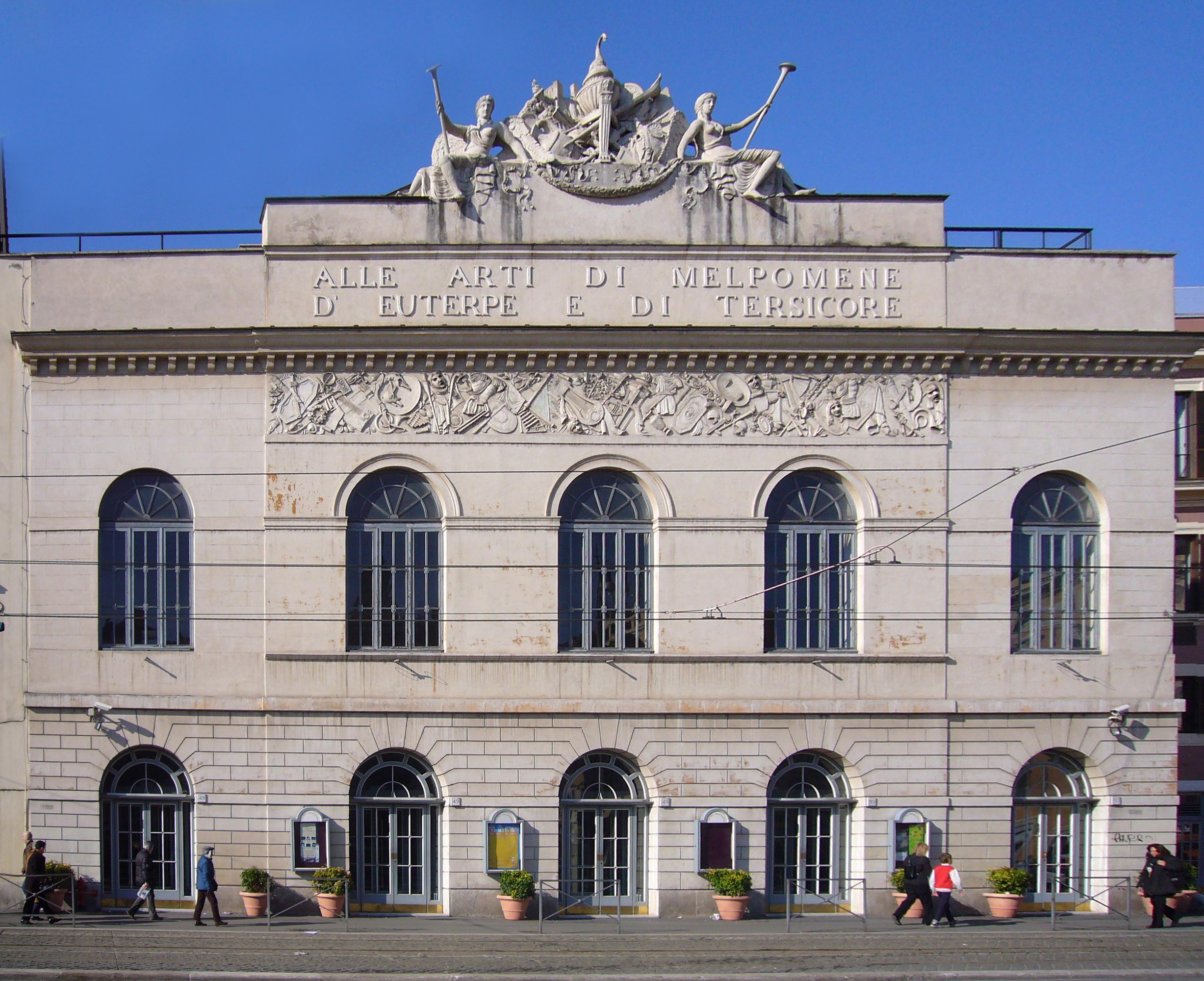
La facciata del Teatro Argentina

È in questo secolo che avviene la definitiva apertura al pubblico dei teatri, frequentatissimi perché le rappresentazioni potevano essere fatte solo in limitati periodi dell'anno, complici le severe leggi della Chiesa romana. I teatri privati cessano di essere la maggioranza sopravvivendo nei collegi e, complici anche i cambiamenti epocali dettati dalla Repubblica Romana al volgere del secolo, mutano anche i gusti dello spettacolo teatrale stesso: le donne calcano le assi dei palcoscenici, le tragedie iniziano il loro declino come genere lasciando spazio futuro all'intimità del dramma borghese, le classi sociali iniziano a mescolarsi all'interno dei teatri stessi, ormai divenuti salotti dove discutere, incontrarsi, mangiare, ballare.
- Teatro Argentina, sorge nel rione Sant'Eustachio. Fu costruito nel 1732 su progetto di Gerolamo Theodoli e commissionato da Giuseppe Sforza Cesarini. Venne più volte modificato nei secoli fino a raggiungere l'aspetto odierno. Attualmente costituisce il Teatro Stabile di Roma e la principale tra le tre sedi dell'associazione Teatro di Roma, organismo che produce e distribuisce spettacoli di prosa. Fa parte del circuito dell'Unione dei Teatri d'Europa;
- Teatro Valle, eretto inizialmente in legno nel 1727 ad opera di Camillo Capranica su progetto dell'architetto Tommaso Morelli, sito anch'esso nel rione Sant'Eustachio. Appartenne sino al 2011 al circuito dell'Ente Teatrale Italiano (ETI), sotto la cui supervisione registrò stagioni regolari di prosa anche senza produrre spettacoli. Divenne poi autogestito da lavoratori dello spettacolo e, successivamente, passò di proprietà al Comune di Roma nel 2018. L'attuale aspetto del teatro si deve ai numerosi interventi e modifiche strutturali eseguite tra il XIX ed il XX secolo.

#### Edifici scomparsi
- Teatro Alibert, costruito tra il 1716 ed il 1718 per volere di Antonio d'Alibert, figlio del Giacomo d'Alibert che aveva già costruito il teatro Tordinona. Non possedeva una vera e propria facciata ma tre ingressi, uno dei quali su via Margutta. Il teatro non fu molto frequentato, al punto che la gestione passò nel 1726 in mano all'Ordine di Malta che impose il nome teatro delle Dame. Vi si rappresentarono spettacoli circensi, melodrammi, tragedie e commedie. Si diffuse la notizia che nel teatro recitarono per la prima volta delle donne, ma la notizia è infondata. Nel 1863 fu distrutto da un incendio e mai ricostruito. Il teatro fu costruito nei pressi di via del Babuino in un luogo dove prima si svolgeva il giuoco della pallacorda. Furono rappresentate anche opere del Metastasio, del Paisiello e del Cimarosa. Vi si svolsero anche feste e veglioni tra i quali rimase famoso quello in occasione della discesa a Roma di Gioacchino Murat nel 1809: gli addobbi furono curati dal Valadier. Nel 1859 fu acquistato dal Torlonia e fu completamente rinnovato; purtroppo 4 anni dopo un incendio lo distrusse completamente;
- Teatro Pallacorda (poi Teatro Metastasio), ricavato nel 1714 da Nicola Minchetti in un cortile nei pressi di Piazza Firenze, in Campo Marzio. Nel 1841 prese il nome Metastasio e fu definitivamente demolito nel 1926;
- Anfiteatro Correa, innalzato nel 1780 sulle rovine del Mausoleo di Augusto in Campo Marzio per volere del marchese portoghese Vincenzo Mani Corea. Adibito inizialmente a cacce, giostre con animali e spettacoli vari di musica e danza, cambiò nome negli anni in Teatro Umberto I e Teatro Augusteo. Veniva chiamato dai romani Corea per l'abitudine dal dialetto romanesco di elidere la lettera "r" nel raddoppiamento consonantico. L'Augusteo dal 1908 al 1936 fu sede stabile dei concerti sinfonici dell'Accademia di Santa Cecilia su iniziativa del suo presidente di allora, il conte Enrico di San Martino e Valperga che tra l'altro era senatore e figura di spicco nella cultura romana primonovecentesca. Nel '36 appunto l'Augusteo che conteneva 3500 posti circa fu abbattuto per far riemergere i resti della tomba di Augusto;
- Tra i piccoli teatri scomparsi degni di menzione sono il teatro dell'Arco dei Saponari (o teatro di Monte Caprino o teatro di Piazza Montanara) nella via omonima che si dedicava allo spettacolo marionettistico; il teatro dell'Ambasciata di Spagna nel palazzo di Spagna, dove Vittorio Alfieri fece rappresentare la sua Antigone; il teatro di Pallacorda al Fico, nel vicolo del Fico e dedicato a burattini e marionette; il teatro Ornani a piazza Navona, chiamato poi teatro Nuovo o Agonale, esclusivamente dedicato agli spettacoli di marionette.

### Nell'Ottocento

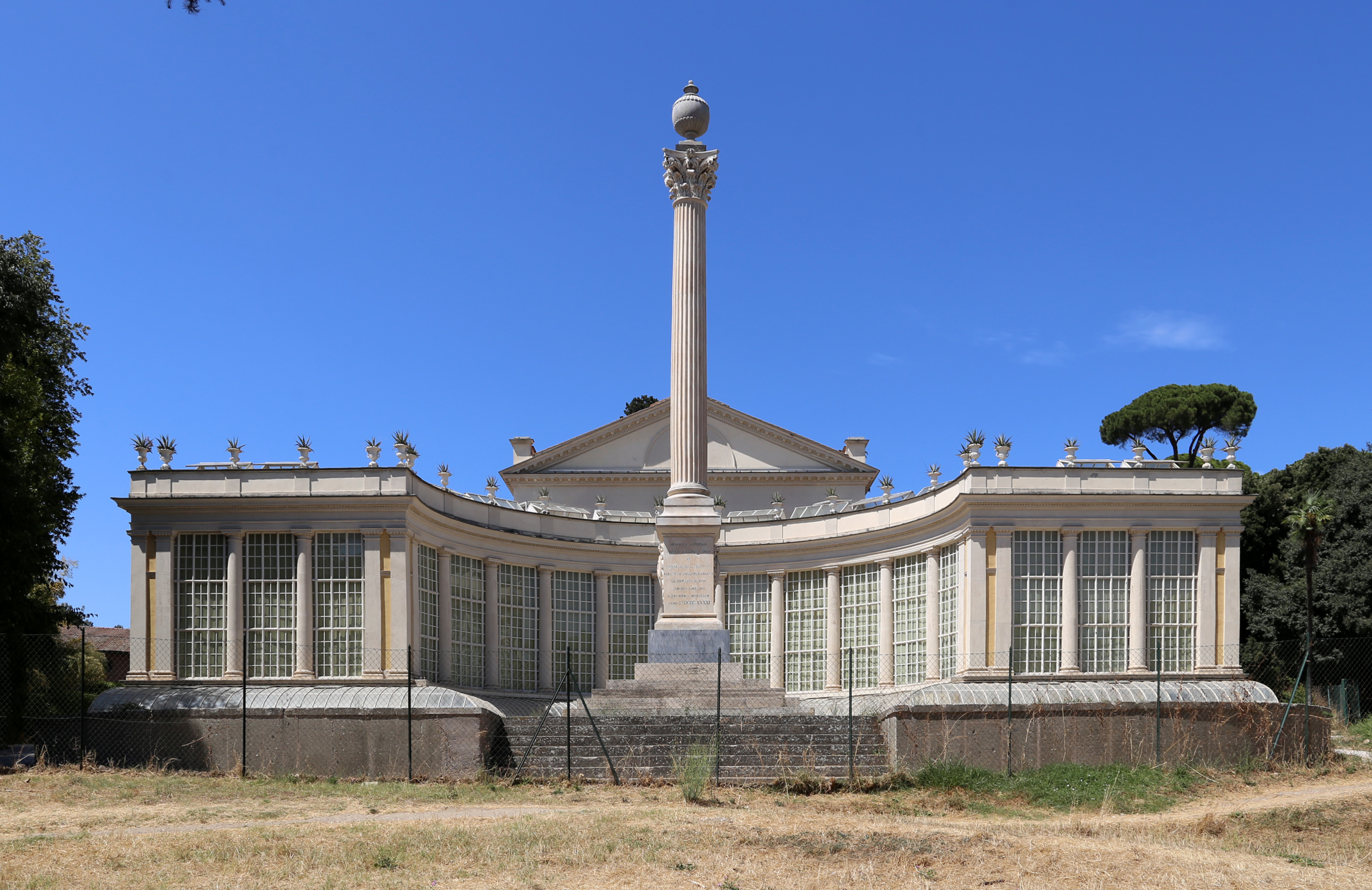
Il Teatro Torlonia

Gli inizi del secolo non furono caratterizzati da un'intensa attività edilizia in capo teatrale. I grandi teatri settecenteschi erano tutti ancora operanti, esaurendo così l'offerta proponibile ai cittadini.
Una eccezione è costituita dal teatro fatto costruite dalla famiglia Torlonia nella loro villa sulla via Nomentana. Dopo i lavori di restauro, ha riaperto nel 2013 come parte dell'associazione Teatro di Roma, assieme al Teatro Argentina e al Teatro India.

#### Edifici scomparsi
- Teatro del Pavone, attivo dal 1823 per volere degli Sforza Cesarini in un palazzo presso la Chiesa Nuova, alla fine di Corso Vittorio Emanuele II che al tempo non esisteva ancora. Aveva una sala ellittica finemente decorata ma il tempo lo deteriorò in fretta, costringendo l'Accademia Filodrammatica Romana (poi Società Filodrammatica Romana) che vi si era stabilita dal 1881 ad abbandonarlo. Proprio la costruzione del corso impose la distruzione del teatro nel 1885 circa;
- Teatro Fiano, ospitato negli scantinati di Palazzo Fiano in via del Corso, nel rione Colonna. Fu essenzialmente teatro di marionette ma chiuse a metà Ottocento;
- Teatro all'Ospizio di San Michele, teatro pubblico dove si rappresentavano opere a carattere essenzialmente religioso dai primi anni dell'Ottocento. Oggi l'Ospizio di San Michele ospita uffici centrali del Ministero della cultura;
- Teatro Sferisterio alle Quattro Fontane, inaugurato nel 1846 ed inizialmente utilizzato unicamente per giochi con la palla. Di grandi dimensioni, venne utilizzato negli anni successivi per la rappresentazione di spettacoli di arte varia, bande militari, giochi. Nel 1881 venne demolito;
- Tra i piccoli teatri vi erano il teatro La Fenice per burattini in via di Monte Giordano 20, di cui si ignora la data di chiusura; il teatro San Carlo al rione Regola, attivo fino al 1850; il teatro Valletto, che doveva il nome ad un lato dello stabile che confinava con il teatro Valle: inaugurato nel 1855, chiuse i battenti nel 1890.

## Roma capitale

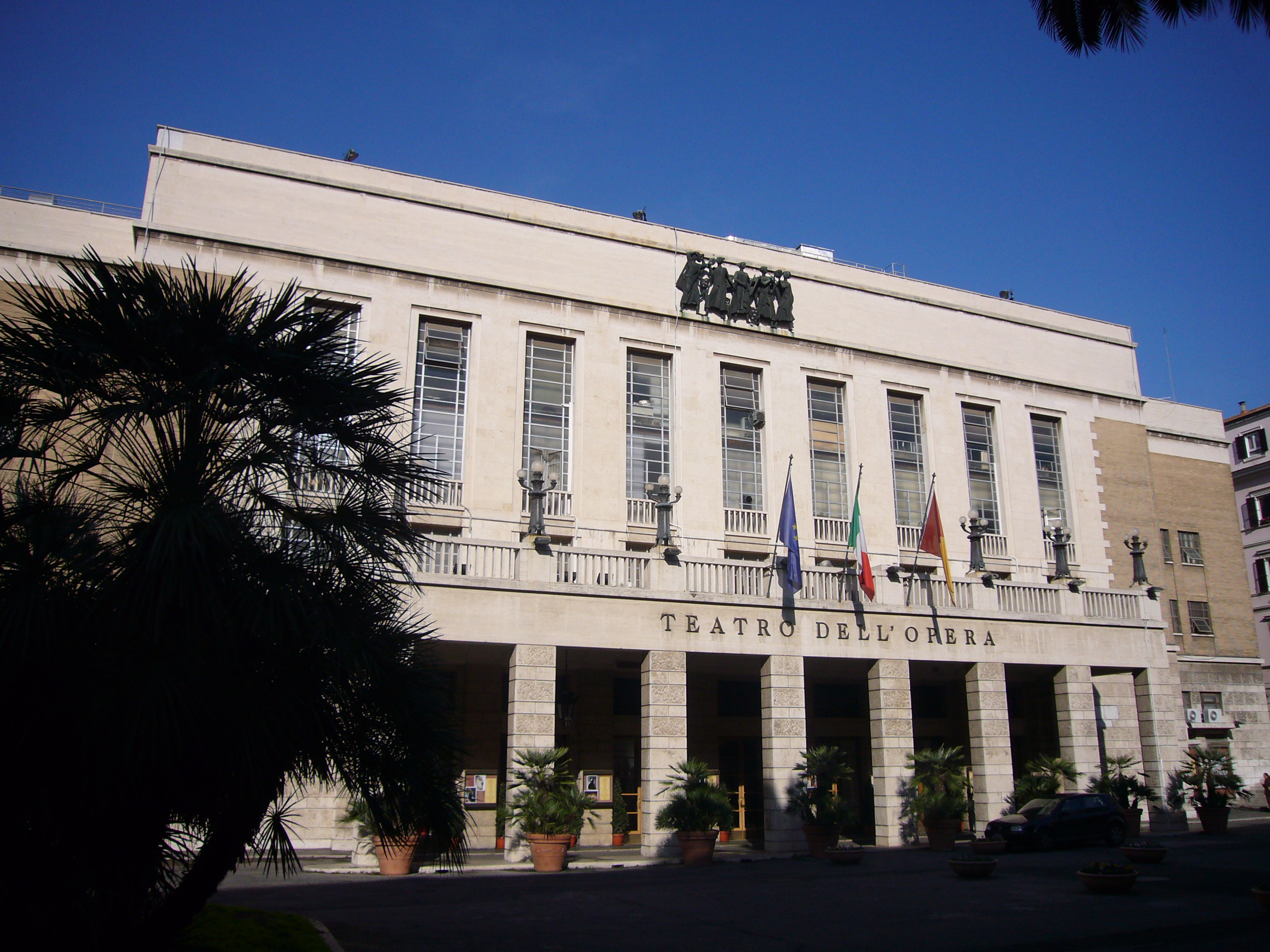
Teatro dell'Opera

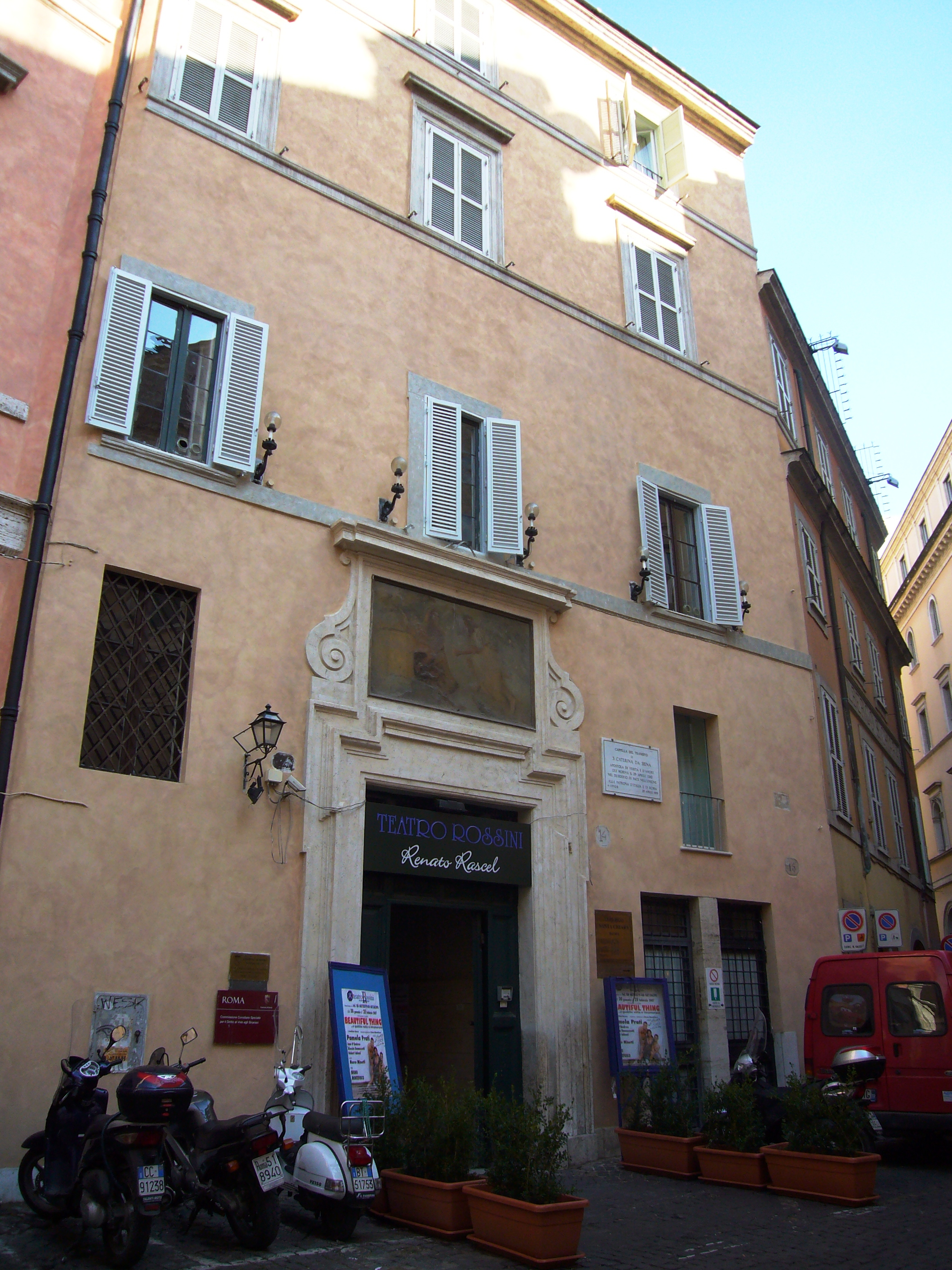
Teatro Rossini

Con la breccia di Porta Pia ed il trasferimento della capitale a Roma, la città fu oggetto di un'immediata, frenetica ed intensiva attività edilizia funzionale a ridisegnarne il tessuto urbano conformandolo ai nuovi compiti politici ed amministrativi cui l'Urbe era stata designata. La velocità di urbanizzazione lasciò da parte le questioni inerenti al decoro urbano, rispondendo principalmente a logiche di mercato. Se i vecchi teatri cessarono attività di conseguenza agli avvenimenti storici, nuovi teatri - la cui ideazione e realizzazione fu quasi interamente da imputare agli sforzi dell'imprenditoria privata - sorsero numerosi distribuendosi sul suolo cittadino in maniera più eterogenea rispetto alla Roma papalina, il cui asse teatrale girava intorno agli stabili operanti nei pressi di Piazza Navona e dintorni.
- Teatro Quirino, primo teatro di Roma capitale, fu costruito in legno nel 1871, in una sola giornata, dal Principe Maffeo Sciarra nel rione Trevi e fu dedicato a pulcinellate ed operette. Nel 1882 l'architetto Giulio De Angelis lo ricostruì in muratura, conferendogli l'aspetto esterno che ancora oggi conserva. Fu soggetto ad altri interventi di ampliamento e manutenzione; dal 2004 è intitolato a Vittorio Gassman:
- Teatro Adriano (detto anche Politeama Adriano) in piazza Cavour, inaugurato nel 1898, ospitò una varietà sorprendente di spettacoli: melodrammi, operette, numeri circensi, pochade, spettacoli equestri, prosa e così via. Il teatro, di grandi dimensioni, a metà novecento venne trasformato in sala cinematografica, conservando l'aspetto esteriore quasi intatto;
- Teatro dell'Opera di Roma, già "Teatro Costanzi", costruito nel 1874 per volontà di Domenico Costanzi, è oggi gestito dal Comune di Roma e vi si rappresentano principalmente opere liriche e balletti;
- Teatro Rossini: l'edificio originario, nel rione Pigna, fu ristrutturato come teatro da Virginio Vespignani e inaugurato nel 1874. Iniziò l'attività come elegante teatro di prosa, ospitando anche le recite di attrici del calibro di Adelaide Ristori. Fu poi trasformato in albergo, e il teatro traslocò nel vicino palazzetto dell'Arciconfraternita dell'Annunziata, rifatto nel Seicento su un edificio dove aveva abitato nei suoi ultimi anni Caterina da Siena. Ha cessato le attività teatrali nel 2008, diventando una location per eventi;
- Teatro delle Varietà, immediatamente ribattezzato Salone Margherita, café-chantant di lusso la cui tradizione nell'offerta proposta è mantenuta intatta dal 1898, seppur abbia perso i tavoli ai quali venivano consumate bevande durante le rappresentazioni;
- Teatro Belli, aperto all'incirca nel 1880 nell'ex refettorio del monastero di Sant'Apollonia. Vi debuttò fra l'altro Lina Cavalieri. Ancora in funzione;
- Teatro Sala Umberto, inaugurato nel 1882 in via della Mercede e dedito a spettacoli di varia natura, tra cui operette, varietà, rivista e commedie.

### Edifici scomparsi
- Teatro Drammatico Nazionale, inaugurato nel 1886 in via IV Novembre nel rione Trevi. La Compagnia Drammatica Nazionale vi rappresentava opere destinate alla valorizzazione del patrimonio artistico teatrale italiano. Nel 1929 venne demolito e al suo posto fu eretto il palazzo dell'INAIL;
- Teatro Alhambra, inaugurato nel 1880 sul lungotevere Mellini su progetto di Eugenio Venier. Vi si rappresentavano opere ed operette ma fu vastamente utilizzato anche per balli. Un incendio lo distrusse nel 1902;
- Teatro Manzoni, opera di Fiorentino Dellumi del 1876, eretto per volontà del privato Luigi Belloni in via Urbana. Vi si rappresentarono inizialmente drammi, opere, operette e, successivamente, venne adibito a cinema-varietà. Calcarono questo palcoscenico molti famosi attori e fantasisti alle loro prime esibizioni, fra i quali Ettore Petrolini, Leopoldo Fregoli, Anna Magnani e Peppino De Filippo. Il teatro ebbe grande vitalità sotto l'impulso degli impresari e proprietari del Teatro Quirino, Arnaldo e Guido Billaud (nel periodo 1914-1947 circa). Negli anni sessanta divenne la sede della tipografia del quotidiano Il Messaggero.

## Nel Novecento

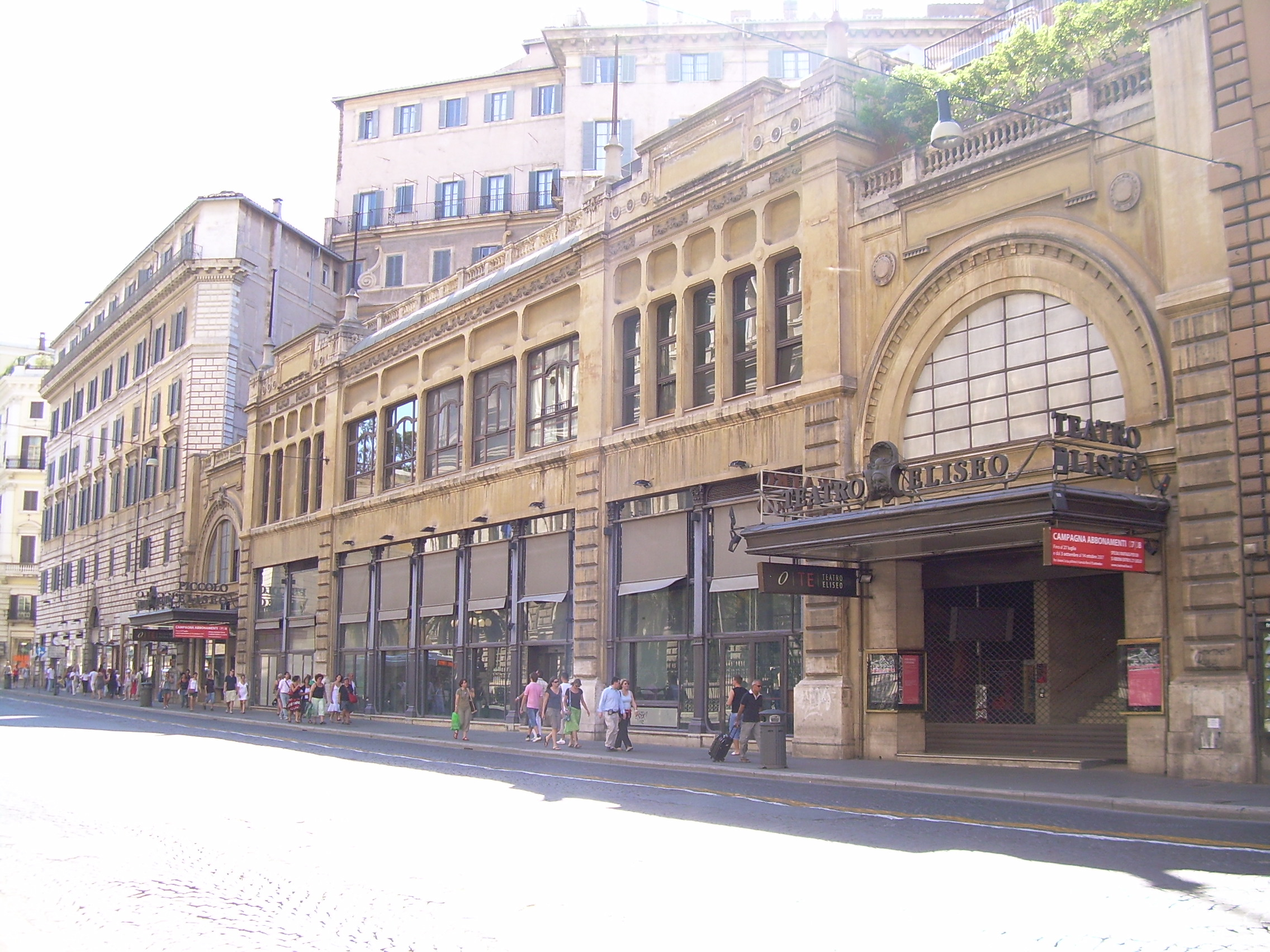
Il Teatro Eliseo

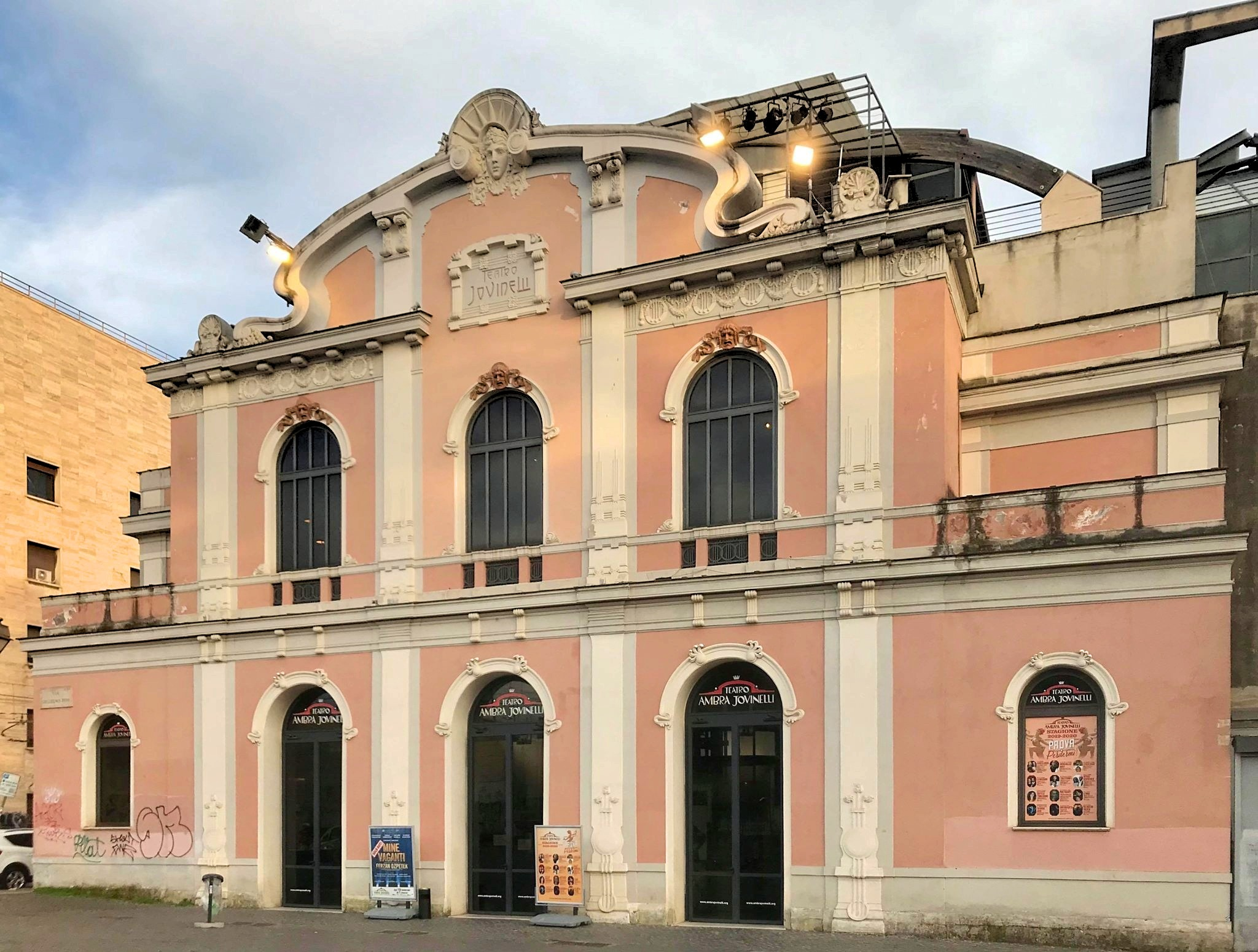
Il Teatro Ambra Jovinelli

Il Novecento è stato un secolo particolare per l'architettura teatrale. Con l'avvento di cinema prima e di televisione poi, gli stabili teatrali esistenti cambiarono struttura e destinazione d'uso per adeguarsi alle nuove richieste del pubblico, riscoprendosi polivalenti in alcuni casi (i cosiddetti cinema-teatro, locali adibiti ad entrambe le funzionalità) o addirittura estinguendosi nella peggiore delle circostanze. Nel corso dei primi decenni del secolo, tuttavia, qualche nuovo edificio vide la luce. Più tardi l'edilizia teatrale divenne propriamente di recupero, attenta quindi alla valorizzazione e riscoperta dei luoghi teatrali dimenticati della capitale. In altri casi, invece, nuovi spazi e luoghi non deputati funsero da scenario di rappresentazioni ed eventi. Negli ultimi anni del secolo e nei primi del nuovo millennio, inoltre, si è tentato un esperimento che dagli anni settanta del Novecento era già stato proposto: il decentramento teatrale, grazie alla costruzione - lontano dal centro storico a supporto di un'utenza svantaggiata dal punto di vista logistico - di stabili nelle periferie dell'Urbe. Sempre degli stessi anni è poi il fenomeno dei teatri off, ossia liberi dai circuiti teatrali ortodossi. Nati per volontà dei più svariati gruppi di artisti o di associazioni culturali, completano l'offerta teatrale capitolina proponendo complessivamente un grande numero di spettacoli e garantendo un accesso a realtà teatrali diversificate. Le sedi che le ospitano sono anch'esse molteplici ed eterogenee.
- Teatro Eliseo, nato nel 1900 come Arena Nazionale, inizialmente costruito interamente in legno boccascena a parte. Ha una storia complessa che vanta più rifacimenti e cambi di nome, prendendosi però il primato di primo teatro capitolino costruito interamente in cemento armato. Il ridotto del teatro diverrà poi teatro ad esso connesso ma con cartellone proprio e prenderà il nome di Piccolo Eliseo;
- Teatro Jovinelli (poi Teatro Ambra Jovinelli) nel quartiere Esquilino, costruito nel 1909 su progetto dell'ingegner Ulderico Bencivenga per volontà dell'impresario teatrale Giuseppe Jovinelli. Nato come teatro di varietà, ancora oggi mantiene un cartellone essenzialmente comico;
- Teatro Brancaccio, voluto dai principi Brancaccio nel 1913 e tuttora funzionante in via Merulana. Al secondo piano ospita una sala con programmazione indipendente, chiamata Brancaccino;
- Teatro alle Terme di Caracalla, inaugurato nel 1937 con il nome di Teatro del Popolo nelle Terme di Caracalla, si avvale dell'affascinante scenografia delle terme stesse. L'organizzazione del teatro, funzionante solo nel periodo estivo, dipende dal Teatro Costanzi. Vi si rappresentano opere liriche e balletti, sia classici che moderni;
- Teatro Sistina, costruito su progetto di Marcello Piacentini ed inaugurato alla fine del 1949, ospitò la grande rivista all'italiana di Garinei e Giovannini. Attualmente propone spettacoli leggeri;
- Anfiteatro Quercia del Tasso, sul Gianicolo, chiamato erroneamente così visto che non ha la forma di un anfiteatro ma di un teatro, dal 1965 propone spettacoli estivi in strutture smontabili;
- Teatro Manzoni. Nasce nel 1986 nel quartiere Delle Vittorie per iniziativa del regista e attore Luigi Tani. È tuttora funzionante con cartelloni stagionali orientati a spettacoli leggeri.
- Puff nel quartiere Trastevere, nato nel 1968 per volontà di Lando Fiorini, propone spettacoli di canto e cabaret;
- Teatro Sangenesio, nato il 12 dicembre 1969 nel quartiere Delle Vittorie, su iniziativa dell'I.TE.R. (Istituto Teatrale Romano), fondato dal regista e attore Luigi Tani. Ha ospitato importanti spettacoli dell'avanguardia romana fino al 1975. In seguito diviene Sala Molière con la direzione artistica dell'attore Mario Scaccia. Da alcuni anni ha ripreso il nome originale Sangenesio;
- Teatro India, ricavato nel 1999 dagli stabilimenti della ex Mira Lanza sul lungotevere dei Papareschi, costituisce la seconda delle tre sedi dell'associazione Teatro di Roma, assieme al Teatro Argentina e al Teatro Torlonia;
- Teatro del Lido di Ostia, costruito gli inizi del secolo da Marcello Piacentini e solo successivamente tornato in attività;
- Innumerevoli altri teatri hanno visto la luce nel Novecento romano. Tra questi il teatro Argot, il teatro dell'Orologio, il teatro della Cometa, il Teatro Trastevere, il teatro Italia, il teatro delle Muse, il teatro Sette, il teatro Furio Camillo, il teatro Duse, il teatro Ghione, il teatro Vittoria, il teatro Olimpico, il teatro Colosseo, il teatro Agorà, il teatro Greco, il teatro Anfitrione, il teatro dei Cocci, il teatro Vascello, il teatro Testaccio, il teatro Petrolini, il teatro de' Servi, il teatro Tendastrisce, il teatro Ateneo, il teatro Palladium, il teatro Flaiano, il Teatro Tenda, il Teatro Dafne, il Piccolo Teatro Arcadia, il Nuovo Teatro Orione.

### Edifici scomparsi
Numerosi gli edifici teatrali e non del Novecento ormai scomparsi. Tra i tanti:
- Teatro degli Indipendenti, ricavato nel 1921 dai sotterranei di Palazzo Tittoni in via degli Avignonesi. Costruito per volontà di Anton Giulio Bragaglia che lo diresse come circolo privato allestendo spettacoli di autori mai rappresentati, contribuì a portare innovazioni nel campo della sperimentazione teatrale. Chiuse nel 1930;
- Teatro delle Arti, ricavato in un palazzo nel rione Ludovisi. Inaugurato nel 1937, ebbe inizialmente come direttore artistico Anton Giulio Bragaglia. Rispetto al teatro degli Indipendenti, però, questo stabile non assunse spazi teatrali fuori dagli schemi.

### I Café-chantant

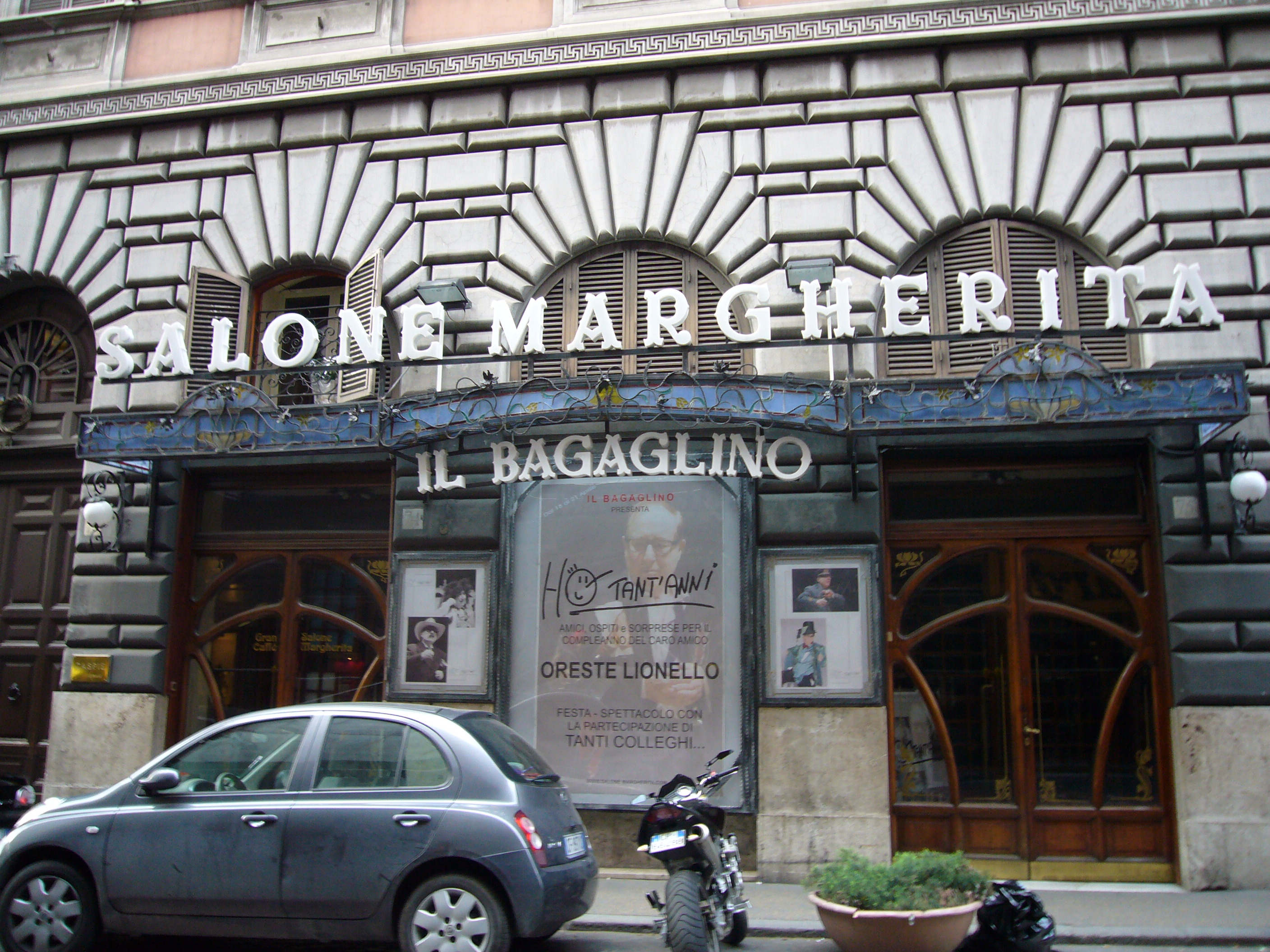
il Salone Margherita

Il fenomeno dei Café-chantant contribuì notevolmente alle nuove funzioni dello spettacolo teatrale, in cui non c'era più bisogno di una divisione netta tra attori e pubblico, palco e platea, spettacolo e vita reale. I café-chantant si svilupparono a cavallo tra il diciannovesimo ed il ventesimo secolo: si trattava sostanzialmente di locali di ristoro dove era presente musica o spettacoli dal vivo. Non brillarono mai per una ricerca architettonica nelle costruzioni perché vincolati ad una ferrea logica di mercato che anteponeva spesso gli incassi delle consumazioni a quelli delle rappresentazioni. Eccezion fatta per il Salone Margherita ed il Teatro Sala Umberto, che tuttavia operano oggi come teatri, non esistono più i café-chantant propriamente detti, la cui fine fu in grande parte decretata dalla prima guerra mondiale. Il Salone Margherita fu riaperto nel 1967 dal marchese Vincenzo Mani Corea o Correa insieme a Pippo Franco e Laura Troschel, Pino Caruso e altri giovani comici esordienti e ancora sconosciuti come i Gatti del Vicolo dei Miracoli, con loro iniziò la caratteristica di offrire agli spettatori un piatto di pasta con sughi tipici romani, lo stesso marchese si divertì a recitare insieme ai giovani attori dilettanti. Dopo un paio di anni il Salone Margherita fu assorbito da una società che lo trasformò nella sede de Il Bagaglino, quale rimase per quasi quarant'anni (dal 1972 al 2011).
- Tra i locali più famosi di Roma si ricordano il Gambrinus e l'Orfeo in piazza dei Cinquecento, la Cassa da Morto in via Nazionale, l'Eden in via Arenula, il Caffè Farini all'Esquilino, l'Olympia in via Lucina, la Torre di Belisario a Porta Salaria, il Caffè Venezia in via del Corso, il Trianon in via Frattina.

## Il XXI secolo
Dopo il 2000 sono state inaugurate nuove strutture teatrali, tra cui:
- GranTeatro, inaugurato nel gennaio 2002 prima a Tor di Quinto, poi spostato a Saxa Rubra, e dedicato all'allestimento di spettacoli ed eventi con produzioni tecniche di notevoli dimensioni, contava di più di 3000 posti a sedere. Chiuso nel 2017;
- Teatro Tor Bella Monaca, nell'omonimo quartiere, inaugurato nel dicembre 2005 e finalizzato alla promozione dell'attività teatrale e delle conoscenze ad esso connesse;
- Auditorium Parco della Musica: sebbene non costituisca di per sé un edificio ad uso prettamente teatrale, è stato progettato per ospitare anche spettacoli, balletti ed eventi;
- Teatro Biblioteca Quarticciolo che, assieme ad altri teatri periferici, costituisce uno dei poli del cosiddetto circuito dei teatri di cintura, presenti nelle periferie della capitale;
- Teatro allo Scalo nel quartiere San Lorenzo, inaugurato nel 2008, chiuso nel 2012;
- Teatro Ambra alla Garbatella, inaugurato nel 2010.
- OFF/OFF Theatre in Via Giulia , inaugurato nel 2017.
- Nuovo Teatro San Paolo in viale di San Paolo, inaugurato nel 2013.

Nel 2020 la proprietà del Salone Margherita è stata restituita alla Banca d'Italia, ma ciò non ha causato l'interruzione delle attività teatrali. Nel 2021 iniziano i lavori di ammodernamento del Teatro Valle. Nel 2022 vanno all'asta il Teatro Eliseo e il Piccolo Eliseo.

## Curiosità

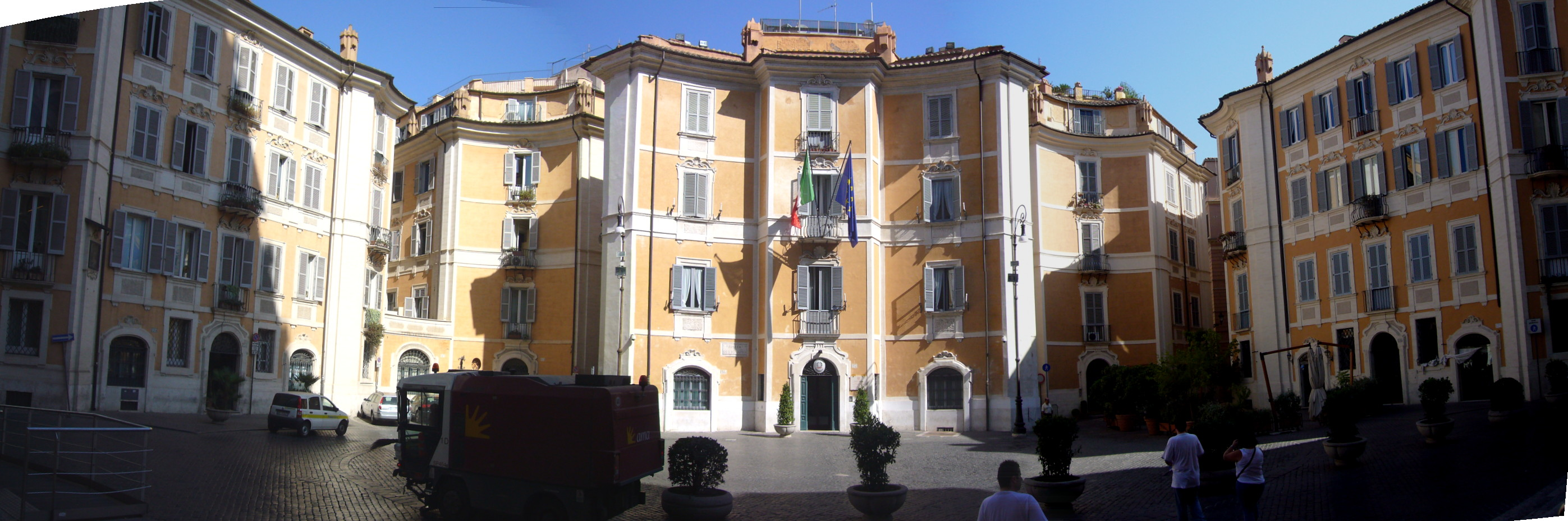
Una veduta della scenografica Piazza Sant'Ignazio

Piazza Sant'Ignazio, nel rione Pigna, è stata costruita ad immagine di un palcoscenico teatrale del XVI secolo. Sono presenti, infatti, le tre porte centrali di scena e le due uscite laterali (costituite dai portoni dei palazzi), le prospettive create dalle vie ed il palcoscenico inclinato, costituito dal selciato che è in pendenza.